# Pinocytoza

Schemat pinocytozy

Pinocytoza – rodzaj endocytozy, sposób odżywiania wielu ameb (Amoeba), orzęsków (Ciliata) oraz wiciowców (Flagellata). Występuje także w niektórych tkankach organizmów wielokomórkowych. Polega na pobieraniu ze środowiska płynu z rozpuszczonymi w nim substancjami pokarmowymi (np. białkami lub tłuszczami). Wskutek działania kompleksów klatryny dochodzi do wpuklenia błony komórkowej, wskutek czego powstają kanaliki pinocytarne, z których każdy zakończony jest pęcherzykiem pinocytarnym. Pęcherzyk ten odrywa się od błony i przemieszcza w głąb cytoplazmy, a następnie w całości trawione (włącznie z błoną) przy udziale lizosomów.